# Hualien (län)

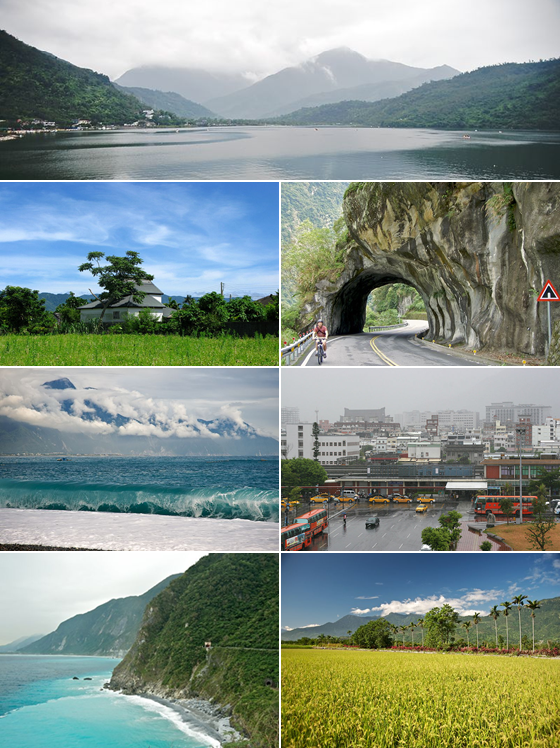
Vyer från distriktet.

Distriktet Hualien (engelska: Hualien County, pinyin: Huālián Xiàn) är ett av önationen Taiwans 22 administrativa områden. Distriktet ligger på öns sydöstra del. Distriktet gränsar söderut mot Taitung län, västerut mot Nantou län och norrut mot Yilan län.

## Geografi
Distriktet har en yta på cirka 4 629 km² och är det till ytan största distrikt. Befolkningen uppgår till cirka 334 000 invånare. Befolkningstätheten är cirka 72 invånare / km².
Inom distriktet ligger Taiwans första äventyrsbad Farglory Ocean Park nära Shoufeng och nationalparkerna Taroko National Park och Yushan National Park.

## Förvaltning
Distriktet är underdelad i 1 stadområde (city / shì), 2 stadsorter (urban township / jhèng) och 10 landorter (rural township / siang).
Distriktet förvaltas av ett länsråd (Hualien County Council / "Huālián Xiàn Yìhuì") under ledning av en guvernör (magistrate / "Xiàn Cháng").
Distriktets ISO 3166-2-kod är "TW-HUA". Huvudorten är Hualien City.